# Ulysse et Diomède dans la tente de Rhésos
Ulysse et Diomède dans la tente de Rhésos est un tableau du peintre italien Corrado Giaquinto. L'œuvre est conservée à la Pinacothèque métropolitaine de Bari. 
Giaquinto illustre l'un des épisodes célèbres concernant la guerre de Troie. Ulysse et Diomède viennent d'entrer dans le somptueux pavillon de Rhésos, le jeune seigneur et demi-dieu de Thrace, allié des Troyens, qui avec quelques-uns de ses hommes sera massacré dans le sommeil par les deux héros achéens.
Bien que l'épisode soit décrit dans l'Iliade, la source littéraire à laquelle puise Giaquinto n'est pas le poème homérique (où il y a une disposition différente du contingent thrace, avec le roi qui dort au centre du camp, parmi trois rangées de guerriers) mais le Rhésos, d'après un élément sûr : à gauche en bas, près du lit à baldaquin où est couché le demi-dieu, montré comme un beau jeune homme presque nu, il y a un autre bel homme, avec d'épais cheveux noirs, plus ou moins du même âge, en tenue militaire, dormant assis sur un siège tenant la bride à la main ; c'est le conducteur du char de Rhésos, personnage qui n'apparaît que dans l'œuvre tragique. Dans la tente se trouvent aussi deux autres guerriers Thraces, également endormis : l'un en bas à droite, armé d'une lance et assis par terre, l'autre plus en arrière, appuyé contre les rideaux.
Au lieu d'immortaliser le massacre proprement dit, Giaquinto met en scène l'instant immédiatement précédent, plaçant au centre le significatif jeu de regards entre les deux chefs grecs, encouragés par la circonstance favorable, ou plutôt l'imprudence des ennemis destinés donc à subir leurs coups. La caractérisation du conducteur de char — le seul qui ne sera que blessé — s'avère particulièrement réussie du fait de sa fidélité au texte théâtral : la grimace faciale des yeux et de la bouche pas tout à fait fermés, en tension, reproduit magistralement l'agitation qui dérange ce jeune homme, qui est en train de visualiser un mauvais rêve. Le guerrier au premier plan à droite, aussi robuste que le conducteur de char, porte un manteau militaire assez inhabituel de couleur verte. Le couple achéen et Rhésos sont illuminés par la lueur des torches, répandant un jaune intense.
Le tableau en 2015 a été exposé en 2015 quelques mois au musée du Louvre de Paris, dans le cadre de l'exposition L'Épopée des rois thraces.